# Lijst van personages uit Stargate SG-1
Dit is een lijst van personages uit de Amerikaanse televisieserie Stargate SG-1 die zich afspeelt in het Stargate-universum. De serie telt tien seizoenen, zie Lijst van afleveringen van Stargate SG-1.
- de lijst is nog niet compleet.

## Tau'ri

### Stargate Command

#### SG-1
SG-1 is het team van Stargate Command (SGC) dat meestal in de frontlinie te vinden is: het zogenaamde flagship team, het belangrijkste team van de Tau'ri, de aardlingen.
- Jack O'Neill (Richard Dean Anderson) - De leider van SG-1 tot seizoen 7. In seizoen 8 is hij bevorderd tot generaal en leidt hij Stargate Command.
- Cameron Mitchell (Ben Browder) - vanaf seizoen 9 de leider van SG-1.
- Samantha Carter (Amanda Tapping) - astrofysicus.
- Teal'c (Christopher Judge) - een Jaffa. Voormalig First Prime van Apophis
- Daniel Jackson (Michael Shanks)- linguïst en egyptoloog. Hij is een terugkerend personage in seizoen 6, als hij "ascended" is.
- Jonas Quinn (Corin Nemec) - linguïst, vervangt Daniel Jackson in seizoen 6.
- Vala Mal Doran (Claudia Black) - voorwaardelijk lid van het team sinds seizoen 10

#### Cheyenne Mountain
Het hoofdkwartier van SGC is gevestigd in Cheyenne Mountain.
- Generaal George Hammond (Don S. Davis) - tot seizoen 7 de leider van Stargate Command
- Dr. Elizabeth Weir (Torri Higginson) - in seizoen 8 de leidster van Stargate Command, daarna leidster van de missie naar Atlantis.
- Generaal Hank Landry (Beau Bridges)- Vanaf seizoen 9 de leider van Stargate Command
- Walter Harriman (Gary Jones)- technicus. Hij is meestal verantwoordelijk voor het draaien van de stargate, en afhandelen van incoming wormholes (binnenkomende wormgaten).
- Dr. Janet Fraiser (Teryl Rothery) - de vaste arts van het SGC tot haar dood in seizoen 7.
- Dr. Carolyn Lam (Lexa Doig) - dochter van generaal Landry, en arts bij Stargate Command vanaf het negende seizoen
- Paul Davis (Colin Cunningham) - de vertegenwoordiger van het Pentagon bij Stargate Command.

### Terugkerende personages
- Kolonel Checkov (Garry Chalk) - de russische vertegenwoordiger bij Stargate Command, werd later commandant van het ruimteschip Korolev.
- Louis Ferretti (French Stewart) - ging mee op de eerste expeditie door de stargate. Werd later leider van SG-2.
- Bill Lee (Bill Dow) - wetenschapper sinds seizoen 4. In latere seizoenen speelt hij een grotere rol, en vormt vaak een vrolijke noot.
- Rodney McKay (David Hewlett) - briljant en arrogant wetenschapper met een oogje op Samantha Carter. Nam later deel aan de expeditie naar Atlantis.
- Harry Maybourne (Tom McBeath) - meedogenloze medewerker van het NID. Deserteerde later en werd een soort komische aangever van Jack O'Neill.

## Goa'uld
De Goa'uld zijn parasitaire wezens die mensachtigen tot gastheer maken.
- Apophis (Peter Williams)
- Ba'al (Cliff Simon) - een machtige systeemheer. Na de val van het rijk van de Goa'uld moet ook hij het hoofd bieden tegen de Ori. Hij aarzelt niet de Tau'ri daarvoor te gebruiken of desnoods de hele Melkweg uit te roeien.
- Anubis - hogeropgegane Goa'uld, weer half teruggezet in de sterfelijke wereld.

## Tok'ra
De Tok'ra zijn een goedaardige vertakking van de Goa'uld, die mensen alleen vrijwillig als gastheer nemen.
- Selmak/Jacob Carter (Carmen Argenziano) - De vader van Samantha Carter, en weduwnaar. Hij was een generaal bij de Luchtmacht tot hij gastheer van Selmak werd.
- Martouf (JR Bourne) - heeft een soort relatie met Samantha Carter, tot hij sterft.

## Ori
De Ori zijn een nieuwe vijand vanaf seizoen 9
- Adria (Morena Baccarin) - de dochter van Vala Mal Doran met zeer veel krachten. Na de uitroeiing van de Ori gaat ze zelf hogerop.
- Tomin (Tim Guinee) - vrome gelovige met een relatie met Vala Mal Doran. Na het uitroeien van een dorp begint hij onder invloed van Vala toch vraagtekens te zetten bij het idee dat de ongelovigen vernietigd moeten worden.

## Jaffa
De Jaffa zijn een volk dat dienstbaar is aan de Goa'uld.
- Bra'tac (Tony Amendola) - de mentor van Teal'c. Ervaren, wijs en gerespecteerd.
- Rya'c (Neil Denis) - de zoon van Teal'c. Zelden te zien, maar vaak genoemd

## Diversen
- Sha're (Vaitiare Bandera) - de vrouw van Daniel die tot gastheer is genomen door een Goa'uld. Afkomstig van de planeet Abydos, de eerste planeet die de Tau'ri bezochten met de Stargate.